# Дедино (Болгария)
Дедино (болг. Дедино) — село в Болгарии. Находится в Кырджалийской области, входит в общину Ардино. Население составляет 53 человека.

## Политическая ситуация
В местном кметстве Долно-Прахово, в состав которого входит Дедино, должность кмета (старосты) исполняет Ахмед Рамадан Емин (Движение за права и свободы (ДПС)) по результатам выборов.
Кмет (мэр) общины Ардино — Ресми Мехмед Мурад (Движение за права и свободы (ДПС)) по результатам выборов.